# Kępie (województwo małopolskie)
Kępie – wieś w Polsce położona w województwie małopolskim, w powiecie miechowskim, w gminie Kozłów.
| SIMC    | Nazwa       | Rodzaj    |
| ------- | ----------- | --------- |
| 0245240 | Brzozowiec  | część wsi |
| 0245256 | Florentynów | część wsi |
| 0245262 | Nawsie      | część wsi |
| 0245279 | Staszyn     | część wsi |
| 0245285 | Zagumnie    | część wsi |

W latach 1975–1998 miejscowość administracyjnie należała do województwa kieleckiego.